# Gina Philips
Gina Philips (de soltera Consolo; nacida el 10 de mayo de 1970) es una actriz estadounidense. Tuvo papeles recurrentes en Ally McBeal de David E. Kelley, como Sandy Hingle, y Boston Public, como Jenna Miller. Quizás sea más conocida por su papel de Trish Jenner en la película de terror Jeepers Creepers (2001). Repitió su papel en un cameo en Jeepers Creepers 3 (2017).

## Primeros años y educación
Philips nació en Miami Beach, Florida, de padre italiano y madre judía asquenazí. Estudió en la Universidad de Pensilvania, pero la abandonó a la mitad de su último año para dedicarse a la actuación. Sin embargo, le permitieron pasar por la graduación con el resto de su clase, ya que sólo le faltaba una clase. Philips es conocida por sus papeles recurrentes en Ally McBeal de David E. Kelley como Sandy Hingle y Boston Public como Jenna Miller. También ha aparecido como invitada en Star Trek: Deep Space Nine, Sliders, ER, CSI, Medium y Monk.

## Carrera
Philips consiguió su primer papel secundario en una película en Deadly Invasion: The Killer Bee Nightmare. Se emitió en Fox Network el 7 de marzo de 1995. En 1996, Philips tuvo un pequeño papel en Unforgivable como Tammy, la hija de un padre abusivo. La película se estrenó el 30 de abril de 1996 en CBS y recibió poca o ninguna aclamación de la crítica. En 1997, Philips interpretó su primer papel principal en Born Into Exile como Holly, una fugitiva de 14 años.
En 2001, Philips fue elegida para protagonizar la película de terror de 2001 Jeepers Creepers. La película recibió críticas mixtas de los críticos. En 2003, Philips originalmente iba a aparecer nuevamente como Trish Jenner en Jeepers Creepers 2, ya que la trama trataba sobre su personaje y el personaje de Patricia Belcher cazando al Creeper, pero la trama cambió considerablemente durante la reescritura del guion, con Philips rechazando lo que se había convertido en un papel menor. Su siguiente película fue la comedia dramática estadounidense The Anarchist Cookbook, que recibió críticas en su mayoría negativas.
En 2004, protagonizó las películas de terror de bajo presupuesto Dead & Breakfast y Jennifer's Shadow. En 2006, Philips volvió a protagonizar una película de terror de bajo presupuesto, Ring Around the Rosie, como una joven plagada de horribles visiones y sueños de trágicos sucesos pasados mientras pasaba tiempo en la apartada casa de verano de sus abuelos. Al año siguiente protagonizó la película de terror The Sickhouse y la película para televisión de Lifetime My Baby Is Missing. La película fue lanzada como un DVD bajo el título Stolen Innocence el 7 de enero de 2010.
En 2011, comenzó a trabajar en la película de Jennifer Lynch Encadenado (anteriormente titulada Rabbit), una película de suspenso psicológico canadiense filmada en Regina, Saskatchewan y estrenada en 2012.
Repitió su papel anterior, en un breve cameo, en la tercera película de Jeepers Creepers, Jeepers Creepers 3. El rodaje comenzó en Luisiana en febrero de 2017 y la película se estrenó en septiembre de ese año.

## Filmografía

### Películas
| Año  | Película                                       | Papel                   | Notas                                       |
| ---- | ---------------------------------------------- | ----------------------- | ------------------------------------------- |
| 1993 | Love, Honor & Obey: The Last Mafia Marriage    | Gigi Adulta             | Película de televisión                      |
| 1993 | Rave, Dancing to a Different Beat              | L                       |                                             |
| 1994 | When the Bough Breaks                          | Adolescente             | (como Gina Phillips)                        |
| 1994 | Lies of the Heart: The Story of Laurie Kellogg | Alicia                  | Película de televisión                      |
| 1995 | A Leap of Faith                                | Lindsay Kurtz           |                                             |
| 1995 | Deadly Invasion: The Killer Bee Nightmare      | Tracy Ingram            | Película de televisión                      |
| 1996 | No Greater Love                                | Alexis 'Lexie' Winfield | Película de televisión                      |
| 1996 | Unforgivable                                   | Tammy                   | Película de televisión (como Gina Phillips) |
| 1996 | Her Costly Affair                              | Tess Weston             | Película de televisión                      |
| 1997 | Born Into Exile                                | Holly Nolan             | Película de televisión                      |
| 1997 | The Advocate's Devil                           | Emma                    | Película de televisión                      |
| 1997 | Bella Mafia                                    | Rosa Luciano            | Película de televisión                      |
| 1998 | Telling You                                    | Kristen Barrett         |                                             |
| 1998 | Living Out Loud                                | Lisa Francato           |                                             |
| 2001 | Nailed                                         | Mia Romano              |                                             |
| 2001 | Jeepers Creepers                               | Trish Jenner            |                                             |
| 2002 | The Anarchist Cookbook                         | Karla                   |                                             |
| 2003 | Something More                                 | Orangina                |                                             |
| 2004 | Dead & Breakfast                               | Melody                  |                                             |
| 2004 | Jennifer's Shadow                              | Jennifer Cassi/Johanna  |                                             |
| 2004 | Sam & Joe                                      | Lisa                    |                                             |
| 2006 | Love & Debate/Thanks to Gravity                | Jordan Landa            |                                             |
| 2006 | Ring Around the Rosie                          | Karen Baldwin           |                                             |
| 2007 | My Baby Is Missing                             | Jenna Davis             | Película de televisión                      |
| 2008 | The Sick House                                 | Anna                    |                                             |
| 2012 | Hijacked                                       | Michelle Leib           |                                             |
| 2012 | Encadenado                                     | Marie                   |                                             |
| 2017 | Jeepers Creepers 3                             | Trish Jenner            | Cameo                                       |
| 2019 | Doom: Annihilation                             | Daisy                   | Voz                                         |

### Series de televisión
| Año       | Título                         | Personaje                                           | # episodios  |
| --------- | ------------------------------ | --------------------------------------------------- | ------------ |
| 1992      | Growing Pains                  | Gail                                                | 1 episodio   |
| 1993      | Blossom                        | Tracy                                               | 1 episodio   |
| 1993      | Star Trek: Deep Space Nine     | Varis                                               | 1 episodio   |
| 1993      | Silk Stalkings                 | Stacy                                               | 1 episodio   |
| 1995      | Strange Luck                   | Jensen                                              | 1 episodio   |
| 1996      | Dark Skies                     | Marnie Lane                                         | 1 episodio   |
| 1996      | Sliders                        | Devin                                               | 1 episodio   |
| 1998      | Michael Hayes                  | Jessica Hartman                                     | 1 episodio   |
| 1998      | Buddy Faro                     | Tara Davies                                         | 1 episodio   |
| 1998      | Seven Days                     | Rebecca Ann Rhodes/'Teddy Bear'/Tatiana Zenkovskaya | 1 episodio   |
| 1999–2000 | Ally McBeal                    | Sandy Hingle                                        | 13 episodios |
| 2001      | Boston Public                  | Jenna Miller                                        | 5 episodios  |
| 2002      | ER                             | ER Nurse Kathy                                      | 2 episodios  |
| 2002      | CSI: Crime Scene Investigation | Raina Krell                                         | 1 episodio   |
| 2004      | Hawaii                         | Harper Woods                                        | 4 episodios  |
| 2007      | Medium                         | Colleen Fitzpatrick Barlow                          | 1 episodio   |
| 2007      | Monk                           | Brandy Barber                                       | 1 episodio   |